# 文綸
文綸（1779年10月7日—？年？月？日），原名阿勒京阿，字貺之、藥階，號如亭，滿洲正藍旗人，嘉慶16年進士。

## 生平[2]
- 乾隆四十四年八月二十八日（1779年10月7日）生[1]。
- 嘉慶16年，中書[3]
- 嘉慶?年，兵部郎中[3]
- 道光3年，張家口□務[3]
- 成都府知府[3]
- 道光4年-道光10年，重慶府知府[3]，道光《重慶府志》述其「清廉持己，表帥僚屬，執法平允，郡無冤民，網羅真才，士敦實行，歷年培城郭，建雄關，修試院，建育嬰堂，知人善任，廢無不舉。」[4]
- 道光10年-道光13年，成都府知府[3]
- 道光13年，四川按察使，署建昌道[3]
- 道光?年-道光18年，浙江鹽運使[5]
- 道光18年，山東鹽運使[5]
- 道光20年，貴州按察使[6]
- 道光?年-道光30年，長蘆運司鹽運使[6]